# Fire på stribe

Fire på stribe er et spil for to personer. Brættet er normalt 7 felter vandret og 6 felter lodret, men andre dimensioner findes dog også.
Hver spiller skiftes til at placere en brik i stativet eller brættet. Når en brik sættes ned i stativet vil den lægge sig på det nederste ledige felt i den pågældende lodrette række.
Spillet fortsætter indtil en af spillerne har fire af sine egne brikker placeret på stribe (lodret, vandret eller diagonalt) eller indtil stativet er fyldt op med brikker uden at nogen spiller har fire brikker placeret på stribe.
Fire på stribe blev først solgt under det engelske varemærke Connect Four af Milton Bradley i februar 1974.
Spillet findes også i en mere avanceret 3-dimensionel udgave, der normalt kaldes Sogo.